# Acanthodactylus ahmaddisii
Acanthodactylus ahmaddisii este o specie de șopârle din genul Acanthodactylus, familia Lacertidae, ordinul Squamata, descrisă de Yehudah L. Werner în anul 2004. A fost clasificată de IUCN ca specie în pericol.
Este endemică în Jordan. Conform Catalogue of Life specia Acanthodactylus ahmaddisii nu are subspecii cunoscute.